# Володимир-Волинський агротехнічний коледж
Володимир-Волинський фаховий коледж — вищий комунальний навчальний заклад, заснований у 1925 році як реміснича школа для підготовки робітничих кадрів технічного профілю. Перезаснований у 1940 році як технікум механізації сільського господарства.

## Історія

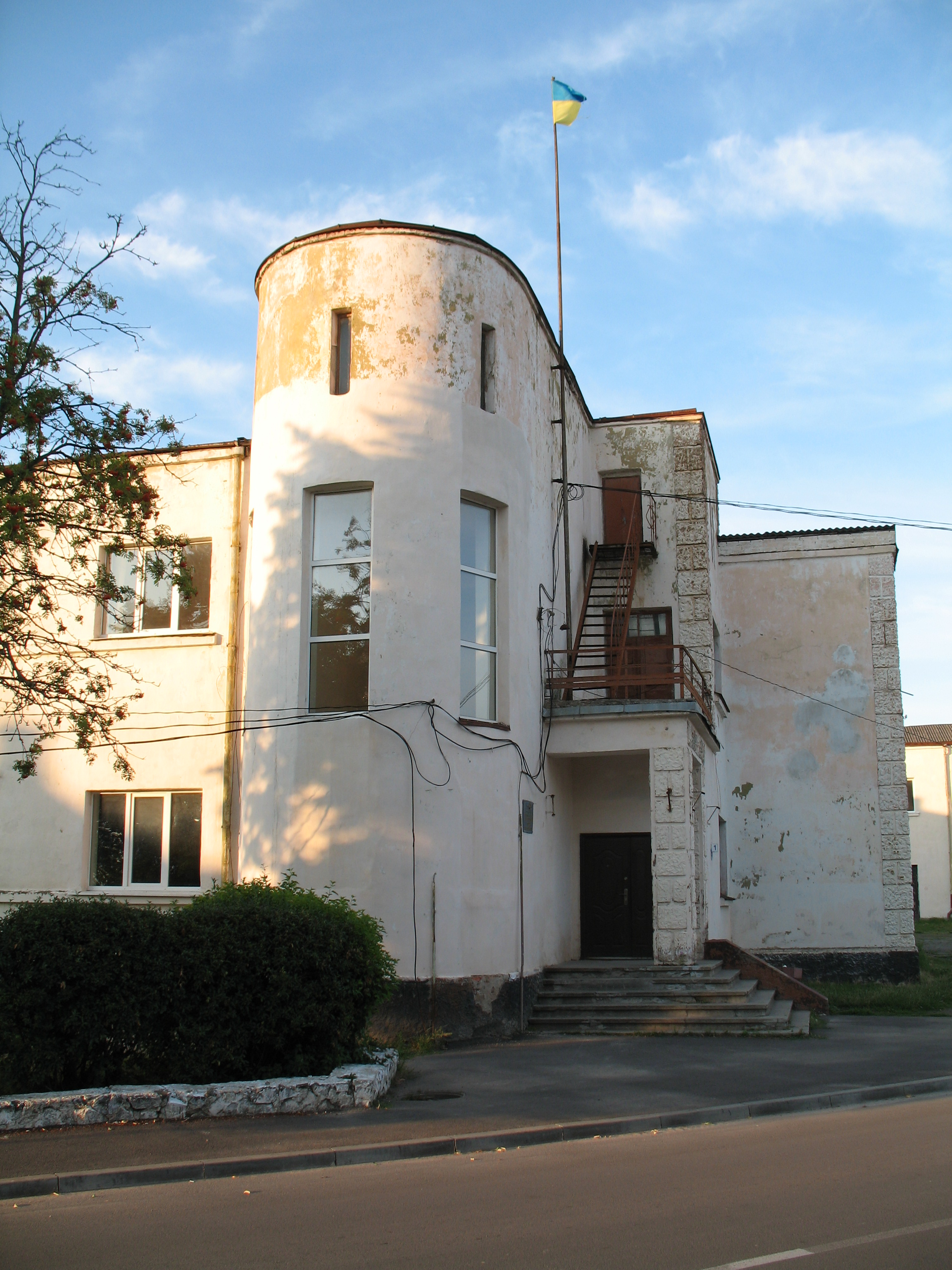
Корпус № 3 агротехнічного коледжу

У 1925 році в місті Володимирі засновано ремісничу школу, яка готувала робітників технічного профілю. Початково реміснича школа розташовувалась у приміщенні по сучасній вулиці Устилузькій (в якій натепер розміщений центральний корпус Володимир-Волинського педагогічного коледжу), а з 1937 року ремісничу школу перевели в новозбудоване приміщення по сучасній вулиці Віленській (натепер корпус № 3 коледжу). У 1938 році після проведення освітньої реформи в Польщі ремісничу школу перейменували на технічну гімназію. Після анексії західноукраїнських земель СРСР у 1940 році гімназію перейменували на Володимир-Волинський технікум механізації сільського господарства. Під час Другої світової війни навчальний заклад не функціонував. і його майно було розграбоване. У 1944 році навчання в технікумі відновилось. У 1950 році в технікумі відкрилось заочне відділення. У 1965 році у технікумі відкрилось відділення механізації й електрифікації тваринницьких ферм, а в 1966 році відділення гідромеліорації, після чого навчальний заклад перейменований на технікум гідромеліорації і механізації сільського господарства. У 1974 році введений в експлуатацію новий центральний корпус та корпус № 2 на вулиці Осипенко (натепер Генерала Шухевича).
У 1992 році навчальний заклад перейменований на Володимир-Волинський сільськогосподарський технікум. 25 грудня 2008 року згідно з наказом Міністерства аграрної політики України навчальний заклад отримав сучасну назву — Володимир-Волинський агротехнічний коледж. З 2017 року коледж переданий на фінансування обласного бюджету разом із Нововолинським електромеханічним коледжем та Шацьким лісовим коледжем.

## Освітня діяльність
Коледж здійснює підготовку молодших спеціалістів на 5 відділеннях за 5 спеціальностями на денній та заочній формі навчання.
- Відділення електрифікації та автоматизації сільського господарства:
  - Монтаж, обслуговування та ремонт електротехнічних установок в агропромисловому комплексі.
- Відділення механізації сільського господарства:
  - Експлуатація та ремонт машин і обладнання агропромислового виробництва.
- Відділення обслуговування та ремонту автомобілів і двигунів:
  - Обслуговування та ремонт автомобілів і двигунів.
- Відділення землевпорядкування:
  - Землевпорядкування.
- Відділення правознавства:
  - Правознавство.

## Керівництво
- 1939—1940 — Р. І. Недільський
- 1940—1941 — Бурлін
- 1944—1946 — І. П. Резніченко
- 1946—1947 — П. І. Ковтун
- 1947—1954 — К. К. Кириченко
- 1954—1958 — В. В. Бойченко
- 1958—1960 — К. В. Прокопчук
- 1960—1964 — В. П. Рибко
- 1964—1987 — О. П. Слєсар
- 1987—2005 — М. М. Вітрук
- З 2005 — Олександр Васильович Коновалюк

## Пам'ятні дошки
20 травня 2015 року в холі першого поверху коледжу урочисто відкрито дошку пам'яті двох випускників коледжу, які загинули під час російсько-української війни: Миколи Бондарука, який загинув у бою під Волновахою, та Дмитра Колєснікова, який загинув під Пісками.
8 грудня 2015 року в приміщенні центрального корпусу коледжу було урочисто відкрито та освячено меморіальну дошку на честь загиблого під час російсько-української війни Михайла Ілляшука, який загинув під час обстрілу Краматорська.